# Gerhard Starke
Gerhard Starke (* 2. Januar 1927) ist ein ehemaliger deutscher Fußballspieler. 1951 spielte er für Stahl Altenburg in der DDR-Oberliga, der höchsten Liga im DDR-Fußball.

## Sportliche Laufbahn
Als in der Rückrunde der Saison 1950/51 der bisher etatmäßige Mittelfeldspieler Hans Pohle beim DDR-Oberligisten Betriebssportgemeinschaft (BSG) Stahl Altenburg längerfristig ausfiel, rückte für ihn der bisher nicht für Altenburg spielende 24-jährige Gerhard Starke in den Mannschaftskader nach. Zunächst experimentierte der Spielertrainer Herbert Klemig mit dem Neuling auf verschiedenen Positionen, bis er ihn schließlich regelmäßig in der Abwehr einsetzte. Sein erstes Spiel in der Oberliga bestritt Starke im zweiten Spiel der Rückrunde als Rechtsaußenstürmer und erzielte dabei in der Begegnung Altenburg – VfB Pankow beim 5:1-Sieg ein Tor. Danach kam er noch zweimal im Mittelfeld zum Einsatz, bis er sich endgültig als Verteidiger etablierte. Am vorletzten Spieltag kam er zu seinem zweiten Torerfolg. Starke beendete die Saison schließlich mit 15 von 16 möglichen Oberligaeinsätzen. In der folgenden Spielzeit gehörte er nicht mehr zum Aufgebot der BSG Stahl und spielte auch später nicht mehr im Spitzenfußball.